# Quincy Wilson
Pour les articles homonymes, voir Wilson.
 (mars 2024).
La mise en forme du texte ne suit pas les recommandations de Wikipédia : il faut le « wikifier ».
Les points d'amélioration suivants sont les cas les plus fréquents. Le détail des points à revoir est peut-être précisé sur la page de discussion.
- Les titres sont pré-formatés par le logiciel. Ils ne sont ni en capitales, ni en gras.
- Le texte ne doit pas être écrit en capitales (les noms de famille non plus), ni en gras, ni en italique, ni en « petit »…
- Le gras n'est utilisé que pour surligner le titre de l'article dans l'introduction, une seule fois.
- L'italique est rarement utilisé : mots en langue étrangère, titres d'œuvres, noms de bateaux, etc.
- Les citations ne sont pas en italique mais en corps de texte normal. Elles sont entourées par des guillemets français : « et ».
- Les listes à puces sont à éviter, des paragraphes rédigés étant largement préférés. Les tableaux sont à réserver à la présentation de données structurées (résultats, etc.).
- Les appels de note de bas de page (petits chiffres en exposant, introduits par l'outil «  Source ») sont à placer entre la fin de phrase et le point final[comme ça].
- Les liens internes (vers d'autres articles de Wikipédia) sont à choisir avec parcimonie. Créez des liens vers des articles approfondissant le sujet. Les termes génériques sans rapport avec le sujet sont à éviter, ainsi que les répétitions de liens vers un même terme.
- Les liens externes sont à placer uniquement dans une section « Liens externes », à la fin de l'article. Ces liens sont à choisir avec parcimonie suivant les règles définies. Si un lien sert de source à l'article, son insertion dans le texte est à faire par les notes de bas de page.
- La présentation des références doit suivre les conventions bibliographiques. Il est recommandé d'utiliser les modèles {{Ouvrage}}, {{Chapitre}}, {{Article}}, {{Lien web}} et/ou {{Bibliographie}}. Le mode d'édition visuel peut mettre en forme automatiquement les références.
- Insérer une infobox (cadre d'informations à droite) n'est pas obligatoire pour parachever la mise en page.

Pour une aide détaillée, merci de consulter Aide:Wikification.
Si vous pensez que ces points ont été résolus, vous pouvez retirer ce bandeau et améliorer la mise en forme d'un autre article.
Quincy Wilson, né le 8 janvier 2008, est un athlète américain spécialiste des épreuves d'athlétisme du 400 mètres. Il détient actuellement la meilleure performance mondiale cadet sur 400 mètres en 44 s 10 ainsi qu'en salle en 45 s 66.

## Biographie

### Jeunesse
Wilson commence l'athlétisme à l'âge de huit ans. Ses parents, Monique et Roy Wilson, décident de déménager de Chesapeake, en Virginie, à Gaithersburg (Maryland), afin qu'il puisse fréquenter la Bullis School de Potomac, où sa cousine, Shaniya Hall, a obtenu son diplôme en 2020 avant de faire de la course à pied à l'université de l'Oregon. Il a une sœur aînée appelée Kadence. Faisant preuve de talent dès son plus jeune âge, il bat le record national des moins de 14 ans d'Obea Moore, datant de 30 ans, pour le 400 mètres.

### 2022
En mars 2022, à l'âge de 14 ans, Wilson court le 400 mètres en extérieur en 48,41 secondes. En août 2022, il remporte son cinquième titre aux Jeux olympiques juniors de l'AAU, en s'imposant sur les 400 mètres en 47,77 secondes, après avoir réalisé un temps de 47,59 secondes lors des demi-finales. De plus, il termine deuxième lors de l'épreuve du 200 mètres, en 22,42 secondes.

### 2023
En mars 2023, il décroche le titre des Championnats nationaux en salle New Balance sur 400 mètres à Boston avec un temps de 46,67 secondes. En avril 2023, lors du Penn Relays à Philadelphie, il réalise un temps de passage de 45,06 secondes.
En juin 2023, il obtient la deuxième place aux Championnats nationaux en plein air sur 400 mètres, qui se tiennent à Franklin Field, à Philadelphie.
Le 8 juillet, lors des séries du 400 m des Championnats U20 d'Amérique à Eugene, il passe pour la première fois de sa carrière en-dessous de la barre des 46 secondes avec un temps de 45 s 87, réalisé alors qu'il n'a pas encore commencé sa première année en U18. En finale, il termine cependant quatrième avec un temps de 46 s 12.
Il signe en septembre 2023, son premier contrat (NIL) avec New Balance, devenant ainsi l'un des plus jeunes athlètes américains à conclure un accord avec une grande entreprise de sport,.

### 2024
Lors du VA Showcase en janvier 2024, sur 500 mètres, Wilson réalise un chrono de 1:01,27 la deuxième performance de tous les temps aux États-Unis, manquant de peu le record national lycéen de Will Sumner de 0,02 seconde. Il faisait également partie d'une équipe de relais sprint qui a établi un record national au secondaire lors de l'événement.
En février 2024, lors de l'East Coast Invitational à Virginia Beach, il a réalisé un record personnel de 21,02 secondes sur 200 mètres.
En mars 2024, il a conservé son titre au titre du 400 m en salle des New Balance Nationals à Boston avec un record national en salle lycéen de 45,76 secondes, dépassant la meilleure performance mondiale cadet sur 400 mètres en salle, établie en 2017 par Tyrese Cooper en 46,01 secondes,,.
Le 21 juin, lors des séries du 400 m des sélections olympiques américaines à Eugene, il est descendu pour la première fois de sa carrière sous la barrière des 45 secondes avec un temps de 44 s 66, terminant premier de sa série et réalisant le deuxième meilleur temps de toutes les séries. Ce chrono lui a permis d'améliorer le record du monde cadet, détenu depuis 2019 par Justin Robinson en 44 s 84. Robinson, alors âgé de 17 ans, était jusqu'à présent le seul athlète cadet à être passé sous les 45 secondes. En demi-finale, il a de nouveau abaissé son record et le record du monde cadet avec un temps de 44 s 59. En finale, il a terminé à la sixième place avec un temps de 44 s 94, manquant sa qualification pour les Jeux olympiques de Paris 2024. Il est révélé plus tard que Quincy Wilson a été retenu pour faire partie de l'équipe du relais 4 x 400m, devenant ainsi le plus jeune athlète américain masculin à être sélectionné aux Jeux Olympiques.
Le 19 juillet 2024 lors du meeting de Gainesville, il porte son record personnel sur 400 mètres à 44 s 20, et devient le deuxième meilleur performeur junior de l'histoire, derrière Steve Lewis.
Aux Jeux olympiques d'été de Paris, Wilson participe au relais 4 x 400m en tant que premier relayeur, aux côtés de ses coéquipiers Vernon Norwood, Bryce Deadmon et Christopher Bailey. Avec un temps de passage de 47 s 27, il se classe avant-dernier au moment de transmettre le relais à Vernon Norwood. Malgré cela, l'équipe des États-Unis parvient à se qualifier pour la finale en terminant troisième de leur série.
Grâce à sa participation aux séries, Wilson reçoit la médaille d'or olympique, devenant ainsi le plus jeune médaillé d'or de l'histoire de l'athlétisme aux Jeux Olympiques.

## Palmarès

### International
| Date | Compétition     | Lieu  | Résultat | Épreuve   | Temps                    |
| ---- | --------------- | ----- | -------- | --------- | ------------------------ |
| 2024 | Jeux olympiques | Paris | 1er      | 4 × 400 m | Participation aux séries |

### National
| Date | Compétition                                  | Lieu   | Résultat | Épreuve | Temps   |
| ---- | -------------------------------------------- | ------ | -------- | ------- | ------- |
| 2023 | Championnats des États-Unis U20 d'athlétisme | Eugene | 4e       | 400 m   | 46 s 12 |
| 2024 | Championnats des États-Unis d'athlétisme     | Eugene | 6e       | 400 m   | 44 s 94 |

## Records
| Épreuves | Épreuves  | Temps           | Lieu           | Date            |
| -------- | --------- | --------------- | -------------- | --------------- |
| 300 m    | En salle  | 33 s 11         | New York       | 24 février 2024 |
| 500 m    | En salle  | 1 min 01 s 27   | Virginia Beach | 12 janvier 2024 |
| 600 m    | En salle  | 1 min 16 s 20   | New York       | 8 février 2025  |
| 200 m    | Plein air | 22 s 15         | Greensboro     | 3 août 2022     |
| 200 m    | En salle  | 22 s 49         | Virginia Beach | 20 mars 2022    |
| 400 m    | Plein air | 44 s 10 (WU18B) | Memphis        | 19 juillet 2025 |
| 400 m    | En salle  | 45 s 66         | Boston         | 2 février 2025  |